# Pedro Pérez Fernández (economista)
Pedro Pérez Fernández (Málaga, 18 de febrero de 1949-Madrid 24 de enero de 2018) fue un economista y empresario español.

## Biografía
Su actividad profesional discurrió entre el mundo académico, la Administración Pública, los organismos internacionales y la actividad empresarial. 
Fue padre de 3 hijos y abuelo de 5 nietos, se casó con Pilar Cimarra Molina
Fue profesor de Teoría Económica de la Facultad de Ciencias Económicas de la Universidad Complutense de Madrid, miembro del Consejo Nacional de Educación, del Patronato de la Universidad Carlos III de Madrid, presidente del Consejo Social de la Universidad de Málaga y miembro del Patronato del Centro Rey Juan Carlos I de la Universidad de Nueva York.
Entre 1979 y 1993, desempeñó sucesivamente los cargos de secretario general técnico del Ministerio de Economía, director general de Planificación, director general de Política Económica, secretario general de Economía y Planificación, secretario general de Comercio y, de 1988 a 1993, fue secretario de Estado de Economía.
Simultáneamente con algunos de los cargos antes mencionados fue presidente de la Junta Superior de Precios, presidente del Instituto Español de Comercio Exterior (ICEX) y presidente del Consejo Superior Bancario. En 1984 fue elegido director Ejecutivo del Fondo Monetario Internacional.
Miembro del consejo de administración de Tabacalera de 1979 a 1983, fue presidente de la compañía desde 1993 a 1996 y presidente de Bankers Trust España desde 1996 a 1998. Así mismo, ha formado parte del consejo de administración de instituciones como el INEM, INSS, INSERSO, FORPPA, IRYDA, Instituto Nacional de Industria, Instituto Nacional de Hidrocarburos, Mercasa, Aceriales, Iberia, Banco Exterior de España, Instituto de Crédito Oficial, Banca Cívica, Testa Inmuebles en Renta y Secretario General del Grupo 14 Inmobiliarias por la Excelencia.
Entrevista a Pedro Pérez, Secretario del G-14 G-14 Inmobiliarias.
Fue miembro del Patronato de la Fundación Príncipe de Asturias, de la Fundación de Ayuda contra la Drogadicción y del Consejo Rector de la Asociación para el Progreso de la Dirección (APD).